# نيكوس دابيزاس
نيكوس دابيزاس (باليونانية: Νίκος Νταμπίζας)‏ (3 أغسطس 1973 بتولمايذا اليونان - ) هو لاعب كرة قدم يوناني.

## مسيرته الكروية
لعب نيكوس دابيزاس خلال مسيرته الاحترافية مع 5 أندية في واحد وعشرون موسمًا وسجل خلالها 31 هدفًا ضمن 514 مباراة. حيث فاز في موسم واحد بالكأس وفي موسمين بالدوري.
خاض نيكوس دابيزاس مسيرته مع Pontioi Veria F.C. ‏ في موسم 1991–92 واستمر معه طيلة ثلاثة مواسم، مشاركًا في 85 مباراة سجل خلالها 7 أهداف. ثم انتقل إلى نادي أولمبياكوس في موسم 1994–95 ليلعب معه أربعة مواسم، حيث شارك في 104 مباراة سجل خلالها 8 أهداف. لينتقل بعدها إلى نادي نيوكاسل يونايتد في موسم 1997–98 ليلعب معه ستة مواسم، مشاركًا في 130 مباراة سجل خلالها 11 هدفًا. ثم انتقل إلى نادي ليستر سيتي في موسم 2003–04 ولمدة موسمين، مشاركًا في 51 مباراة سجل خلالها هدفًا واحدًا. هذا وانتقل لاحقًا إلى نادي لاريسا في موسم 2005–06 ليلعب معه ستة مواسم، مشاركًا في 144 مباراة سجل خلالها 4 أهداف.

## روابط خارجية
- نيكوس دابيزاس على موقع الاتحاد الدولي (مؤرشف)  (الإنجليزية)
- نيكوس دابيزاس على موقع الاتحاد الأوربي (الإنجليزية)
- نيكوس دابيزاس على موقع قاعدة بيانات كرة القدم.إي يو (الإنجليزية)
- نيكوس دابيزاس على موقع ناشيونال فوتبول تيمز (الإنجليزية)
- نيكوس دابيزاس على موقع عالم كرة القدم.نت (الإنجليزية)